# هانا آرترتون
هانا آرترتون (به انگلیسی: Hannah Jane Arterton) (زاده ۲۶ ژانویه ۱۹۸۹) بازیگر و خواننده اهل انگلستان است.
او خواهر جما آرترتون است.

## بخشی از فیلمشناسی
از فیلم‌ها یا برنامه‌های تلویزیونی که وی در آن نقش داشته‌است می‌توان به آثار زیر اشاره کرد.
- قایم موشک (۲۰۱۴)